# Коляда Петро Васильович
Петро Васильович Коляда (30 червня 1945, с. Високе, Борзнянський район, Чернігівська область) — український юрист, Заслужений юрист України, генерал-полковник.

## З життєпису
Народився 30 червня 1945 року в селі Високе Борзнянського району. Нині — на пенсії. Працював заступником Державного секретаря МВС України, заступником Міністра внутрішніх справ України — начальником Головного слідчого управління.
Активний розробник законопроєктів, що стосуються слідства і судочинства, економічних проблем, законодавча неврегульованість яких зумовлює скоєння злочинів. Автор багатьох публікацій у пресі.

## Нагороди
- Орден «За заслуги» III ст. (1998)[1]
- Відзнака «Іменна вогнепальна зброя» (2000)[2]
- Заслужений юрист України
- Відзнака Президента України — медаль «За працю і звитягу» (2005)[3]
- Нагороджений рядом відомчих й громадських відзнак.